# صيف باللون الأحمر (فلم)
صيف باللون الأحمر ((بالإسبانية: Verano en rojo)) هو فيلم إثارة إسباني صدر عام 2023 من إخراج «بلين ماسياس» مستند إلى رواية للكاتبة «بيرنا غونزاليس هاربور» ويقوم ببطولته «مارتا نيتو» و«خوسيه كورونادو».

## القصة
تدور أحداث الفيلم في صيف عام 2010 بين مدريد ونافارا، على خلفية الاهتمام الكبير في إسبانيا بـ كأس العالم 2010 ووقوع حالات الاعتداء الجنسي (البيدوفيليا) داخل الكنيسة الكاثوليكية. تتابع القصة معاناة المفتشة الشرطية «ماريا رويز» في مواجهة قضية قتل صعبة، حيث ستساعدها الصحفية المخضرمة «لونا».

## طاقم التمثيل
- مارتا نيتو في دور ماريا رويز[3]
- خوسيه كورونادو في دور لونا[3]
- لويس كاليجو[2]
- ريتشارد ساهاغون[7]
- فرانشيسكو كاريل ()[7]
- مارك مارتينيز[2]
- زوي أرناو[7]
- رامون أغيري[7]
- توماس ديل استال[2]

## الإنتاج
بناءً على رواية Verano en rojo للكاتبة «بيرنا غونزاليس هاربور»، كتب السيناريو «بلين ماسياس» و«هليو ميرا». تم إنتاج الفيلم بواسطة Verano en rojo AIE وTornasol Media، بمشاركة RTVE وMovistar Plus+، وبدعم من ICAA. تضمنت مواقع التصوير مدريد وبنبلونة.

## الإصدار
تم توزيع الفيلم بواسطة DeAPlaneta، وسيتم إصداره في دور العرض في إسبانيا في 8 سبتمبر 2023.

## الاستقبال
منحت راكيل هيرنانديز لوجان من HobbyConsolas الفيلم 70 نقطة ("جيد")، مشيدة بطاقم التمثيل وحركة كاميرا ماسياس والإدانة الاجتماعية "القوية" كعناصر إيجابية، بينما أشارت إلى اتباع الفيلم للأنماط المعروفة كعنصر سلبي.
قيّم جوردي باتلي كامِينال من Fotogramas الفيلم بثلاث نجوم من أصل خمس، معتبراً أنه فعال في إدانته تمامًا كما هو الحال في فيلم سبوت لايت ولكن أقل مللاً.
منح خافيير أوكانيا من Cinemanía الفيلم ثلاث نجوم من أصل خمس، مرحباً بأول معالجة مباشرة للقضية في إسبانيا منذ فيلم التربية السيئة، مشيرًا إلى "التأمل في وحدة المراهقين، التي تتغذى عليها هذه الأوبئة"، كأفضل جزء في الفيلم.
منح مانويل ج. لومباردو من Diario de Sevilla الفيلم نجمة واحدة، مقدرًا أن لا التحقيق البوليسي ولا المقاربة الصحفية يعملان فعلياً في الفيلم.